# Chunca camayu
De Chunca camayu was binnen het rijk van de Inca's de verantwoordelijke voor een groep van tien man. Het woord 'chunca' betekent 'tien', het woord 'camayu' heeft de betekenis 'hij die de leiding heeft'. De chunca camayu waakte tevens over de families van de negen mannen die onder hem vielen. Hij diende er voor te zorgen dat iedereen voldoende zaaigoed en voedsel had, dat ze wol en katoen hadden voor hun kleding, en dat er gereedschap of hulp was om onderhoudswerkzaamheden aan gebouwen uit te voeren. Bij de hogere autoriteiten gaf hij aan welke zaken nodig waren voor zijn manschappen en hij regelde de distributie van de ontvangen goederen. Hij was tevens verantwoordelijk voor de misdaden van zijn ondergeschikten.
De tien families vormden samen een ayllu. Tien van deze eenheden vielen onder een pachaca camayu, de 'leider van honderd man'.